# 고은새
고은새(1995년 7월 12일 ~ )는 대한민국의 배우이다.

## 학력
- 강원대학교 미술학과

## 연극
- 2018년 : 우리가 처음 사랑했던 소년

## 영화
- 2021년 : 《행복한 선물》- 의사 1역